# کلاوس تاوبر
کلاوس تاوبر (انگلیسی: Klaus Täuber؛ زادهٔ ۱۷ ژانویهٔ ۱۹۵۸) بازیکن فوتبال اهل آلمان است.
از باشگاه‌هایی که در آن بازی کرده‌است می‌توان به باشگاه فوتبال نورنبرگ، باشگاه فوتبال شالکه ۰۴، و باشگاه فوتبال بایر ۰۴ لورکوزن اشاره کرد.